# Епархия Каркассона и Нарбонны

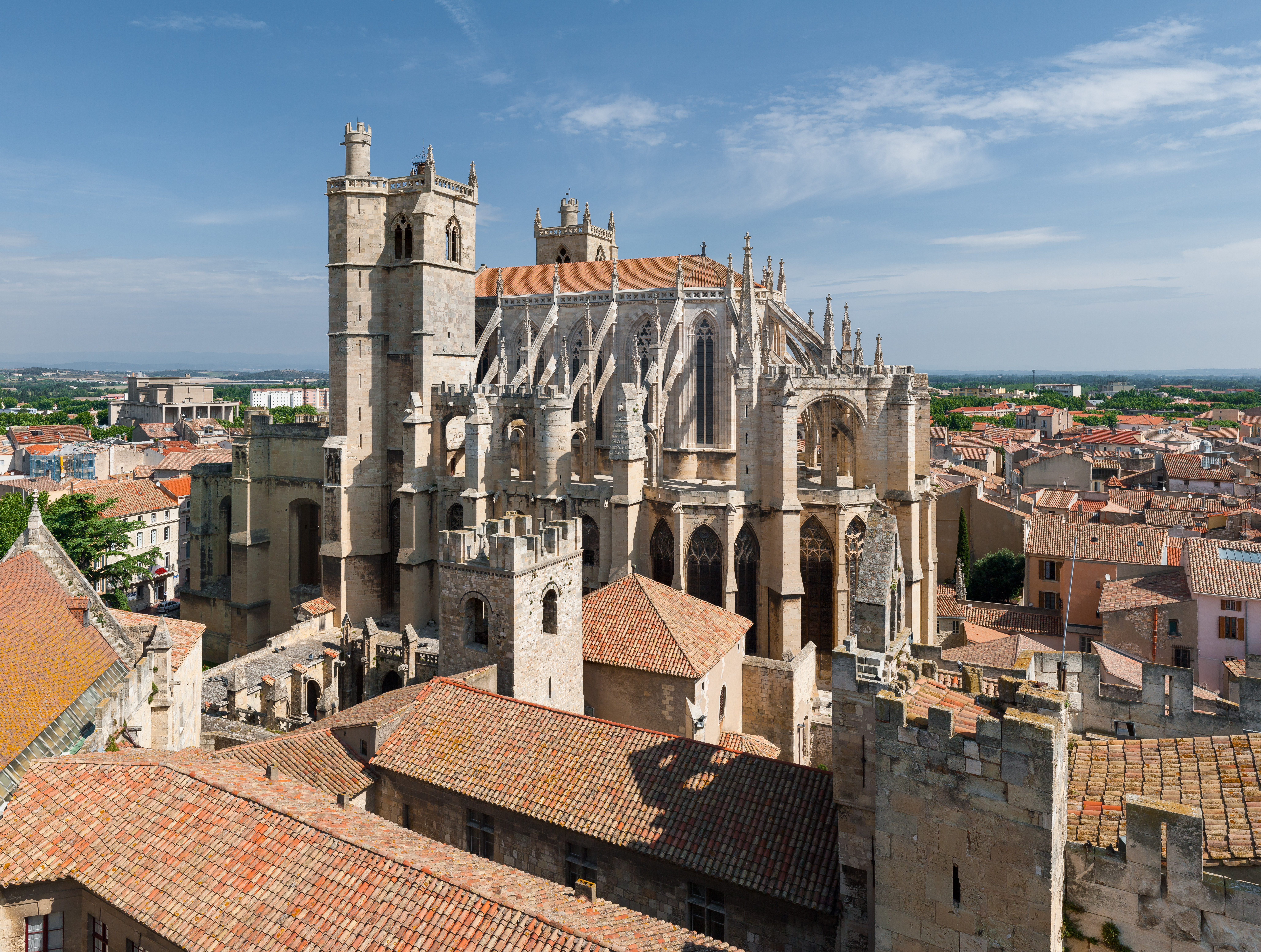
Собор Святых Иуста и Пастора, Нарбонна

Епархия Каркассона и Нарбонны (лат. Dioecesis Carcassonensis et Narbonensis, фр. Diocèse de Carcassonne et Narbonne) — епархия в составе архиепархии-митрополии Монпелье Римско-католической церкви во Франции. В настоящее время епархией управляет епископ Ален-Эмиль-Батист План. Почётный епископ — Жак-Жозеф-Мари Деспьер.
Клир епархии включает 117 священников (96 епархиальных и 21 монашествующих священников), 11 диаконов, 22 монаха, 215 монахинь.
Адрес епархии: 89 rue Jean Bringer, B.P. 103, 11003 Carcassonne CEDEX, France.

## Территория
В юрисдикцию епархии входит 339 приходов в департаменте Од и кантоне Керижю в департаменте Арьеж во Франции.
Кафедра епископа находится в городе Каркассон в церкви Святого Михаила. В городе Нарбонна находится бывший собор Святых Иуста и Пастора.

## История
Кафедра Каркассона была основана после 533 года, и в начале являлась епископством-суффраганством архиепархии Нарбонны. Таким образом правители вестготов пытались компенсировать потерю кафедр Лодева и Узе. Первым епископом Каркассона, о котором сохранились исторические свидетельства был Сергий (Серж) (589).
В IX веке здесь были возведены церкви Нотр Дам де Канабе и Нотр Дам де Лиму, посвященные Пресвятой Деве Марии и до сих пор являющиеся местами паломничеств. В конце XI века в Каркассоне была построена церковь Святых Назария и Цельса. Начало работ по возведению храма благословил сам Папа Урбан II, который приехал в город с проповедью о крестовом походе.
История епархии в XIII веке пересекается с историей альбигойцев. На территории епархии находится монастырь Пруль, в котором святой Доминик в 1206 году основал орден доминиканцев для проповеди среди катаров; в настоящее время обитель является местом паломничества, посвященным Пресвятой Деве Марии. В епархии Каркассона особенно почитаются святой Петр из Кастельно, инквизитор и святая Камелия, замученные альбигойцами в 1208 году, святой Иоанн Франциск Режи (1597—1640), иезуит, родившийся в Фонкювере на территории древней архиепархии Нарбонны.
После конкордата 1801 года буллой Папы Пия VII от 29 ноября 1801 года почти вся территория упраздненной древней архиепархии Нарбонны, почти вся территория упраздненной епархии Сен-Папюля, часть упраздненных епархий Аля и Мирпуа, и территория упраздненной епархии Перпиньяна вошли в состав епархии Каркассона; сама же епархия вошла в состав церковной провинции архиепархии Тулузы.
В июне 1817 года между Святым Престолом и правительством Франции был заключен новый договор, за которым 27 июля последовала булла Commissa divinitus; в ней Папа восстановил митрополию Нарбонны. Однако, соглашение не вступило в силу, поскольку не было ратифицировано парламентом в Париже.
6 октября 1822 года буллой Paternae caritatis Папа Пий VII восстановил только епархию Перпиньяна на её прежней территории. В то же время архиепископам Тулузы было позволено титуловаться и архиепископами Нарбонны.
8 декабря 2002 года епархия Каркассона вошла в митрополию Монпелье.
14 июня 2006 года титул епископов Нарбонны перешёл к епископам Каркассона, и епархия получила своё нынешнее название.

## Ординарии епархии

### Кафедра Каркассона
- святой Гиларий (550);
- Сергий (упоминается в 589);
- Солемний (упоминается в 633);
- Эльпидий (636);
- Сильвестр (упоминается в 653);
- Стефан (упоминается в 683);
- Гиспицион (791—798);
- Роже (800);
- Сеньор (упоминается в 813);
- Ливиула (упоминается в 851);
- Эр (упоминается в 860);
- Арнульф (упоминается в 875);
- Леотгарий (878);
- Виллеран (883—897);
- святой Гимерий (903—931);
- Аббон (упоминается в 933);
- Гизанд (936—951);
- Франко (упоминается в 965);
- Аймерик (983—986);
- Адальберт (1004—1020);
- Фульк (упоминается в 1028);
- Гифре (1031—1054);
- Бернар де Рошфор (упоминается в 1072);
- Пьер I д’Арто (упоминается в 1077);
- Пьер II (1085—1101);
- Гильом Бернар (упоминается в 1106);
- Раймон I (1107—1110);
- Арно де Жирон (1113—1130);
- Раймон де Сорез (1131 — 01.06.1141);
- Понс де Тремаль (1142—1159);
- Понс де Брюгаль (1159);
- Отон (1170—1197);
- Беранже (1201—1209);
- Бернар-Раймон де Рокфор (1209—1211);
- Ги де Во-де-Серне (1211—1223);
- Кларен (1226 — 26.04.1248);
- Гильом Арно (1248 — 04.09.1255);
- Гильом Рюдольф (1255 — 01.10.1264);
- Бернар де Капандю (1265 — 18.01.1278);
- Жан-Готье де Монбрён (26.01.1278 — 1280);
- Беранже (1280);
  - вакантно (1280—1291);
- Пьер де Ла Шапель-Тайефер (15.05.1291 — 25.10.1298) — назначен архиепископом Тулузы;
- Жан де Шеври (20.10.1298 — 13.06.1300);
- Пьер де Рокфор (17.09.1300 — 31.03.1322);
- Гильом де Флавакур (16.06.1322 — 26.08.1323) — назначен архиепископом Оша;
- Пьер Родье (26..08.1323 — 1330);
- Пьер Жан (03.01.1330 — 1336);
- Ганселен Жан (22.05.1338 — 1346);
- Жильбер Жан (23.03.1347 — 1354);
- Арно Обер (14.11.1354 — 18.01.1357) — назначен архиепископом Оша;
- Жоффруа де Вероль (18.01.1357 — 10.03.1361) — назначен архиепископом Тулузы;
- Этьен Обер ле Жён (10.03.1361 — 17.09.1361);
- Жан Фабри (10.01.1362 — 1370);
- Юг де Ла Жюжи (1371);
- Пьер де Сен-Марсьяль (12.12.1371 — 19.09.1391) — назначен архиепископом Тулузы;
- Симон де Крамо (19.09.1391 — 02.07.1409) — апостольский администратор, назначен архиепископом Реймса;
- Пьер Эмери (02.07.1409 — 1412) — назначен латинским патриархом Александрии;
- Жеро дю Пюи (19.04.1413 — 04.09.1420);
- Жоффруа де Помпадур (17.10.1420 — 1445);
- Жан д’Этамп (29.10.1445 — 25.01.1456);
- Жоффруа де Базильяк (03.02.1456 — 1456);
- Жан дю Шатель (07.07.1456 — 15.09.1475);
- Гишар д’Обюссон (15.07.1476 — 24.11.1497);
- Хуан Лопес (24.12.1497 — 05.08.1501) — апостольский администратор;
- Жак Юроль (1501) — избранный епископ;
- Пьер д’Оксийон (19.01.1504 — 24.09.1512);
- Мартен де Сен-Андре (07.10.1513 — 02.03.1546);
- Карл де Бурбон (09.03.1550 — 15.12.1553) — апостольский администратор;
- Франсуа де Фокон (15.12.1553 — 22.09.1565);
- Карл де Бурбон (04.10.1565 — 1567) — вторично, апостольский администратор;
- Вителлоцо Вителли (1567 — 19.11.1568) — апостольский администратор;
- Аннибале Руччелаи (01.04.1569 — 28.01.1601);
- Кристоф де Лестан (26.05.1603 — 11.08.1621);
- Витали де Лестан (11.08.1621 — 28.09.1652);
- Франсуа де Сервьен (1653);
- Луи де Ногаре де Ла Валет (26.06.1656 — 08.09.1679);
- Луи д’Англюр де Бурлемон (15.07.1680 — 28.04.1681) — назначен архиепископом Бордо;
- Луи-Жозеф Адемар де Монтей де Гриньян (22.09.1681 — 01.03.1722);
- Луи-Жозеф де Шатонёф де Рошбонн (01.03.1722 — 31.12.1729);
- Арман Базен де Безон (18.12.1730 — 11.05.1778);
- Жан-Огюст де Шатене де Пюисегюр (20.07.1778 — 15.09.1788) — назначен архиепископом Буржа;
- Франсуа-Мари-Фортуне де Ласкарис де Вентимиль (10.03.1788 — 08.11.1801);
  - Гийом Бесосель (1791—1801) — антиепископ;
- Луи Бельма (1801);
- Арно-Фердинан де Ла Порт (05.07.1802 — 19.09.1824);
- Жозеф-Жюльен де Сен-Ром-Гали (22.10.1824 — 06.10.1847);
- Анри-Мари-Гастон де Буонорман де Боншоз (16.11.1847 — 01.11.1854) — назначен епископом Эврё;
- Франсуа-Александр Рулле де ла Буйери (06.02.1855 — 16.12.1872) — назначен архиепископом-коадьютером Бордо;
- Франсуа-Альбер Лёйё (16.12.1872 — 13.01.1881) — назначен архиепископом Шамбери;
- Поль-Феликс-Арсен Бийар (17.02.1881 — 03.12.1901);
- Поль-Феликс Бовен де Босежур (13.05.1902 — 05.04.1930);
- Эмманюэль Кост (05.04.1930 — 28.07.1931) — назначен архиепископом Экса;
- Жан-Жозеф Пеи (16.08.1932 — 18.06.1951);
- Пьер-Мари-Жозеф Пюэш (18.03.1952 — 25.08.1982);
- Жак-Жозеф-Мари Деспьер (25.08.1982 — 28.06.2004);
- Ален Эмиль Батист Плане (с 28 июня 2004 года — по настоящее время).

### Кафедра Нарбонны
- святой Павел I (251);
- святой Стефан (III век);
- Гавидий (упоминается в 359);
- Гиларий (417—422);
- святой Рустик (427 — 26.10.461);
- Гермес (упоминается в 462);
- Капрарий (упоминается в 506);
- Аквилин (VI век);
- Аталок (589);
- Мигетий (589—597);
- Сергий (упоминается в 610);
- Селва (633—638);
- Аргебад (672);
- Сунифред (683—688);
- Ариберт (768);
- Даниил (769—791);
- Нибридий (799—822) — первый архиепископ;
- Варфоломей (828—840/844);
- Берарий (842—850);
- Фредольд (855—872);
- Сигебод (873—885);
- святой Теодард (885 — 01.05.893);
- Арнуст (893—912/913);
- Агио (914—924);
- Эмери (926—977);
- Эрменго (977—1016);
- Гифре де Сердань (06.10.1019 — 1079);
  - Пьер Беранже де Нарбонн (1079—1085) — антиепископ;
- Дальмас (1081— 17.01.1096);
- Бертран де Монтредон (1096—1106);
- Ришар де Мийо (05.11.1106 — 15.12.1121), кардинал-священник;
- Арно де Левезу (17.05.1121 — 30.09.1149);
- Пьер д’Андюз (1150—1155);
- Беранже (1156 — 07.04.1162);
- Понс д’Арсак (1162—1181);
- Бернар Госелен (1182 — 08.04.1190);
- Беранже Барселонский (22.07.1190 — 11.08.1211);
- Арнольд Амальрик (12.03.1212 — 29.09.1225);
- Пьер Амьель (1226 — 20.05.1245);
- Гильом де ла Бру (28.05.1245 — 25.07.1257);
- Жак Нарбоннский (1257/1258 — 1259);
- Ги Фулькоди (10.10.1259 — 17.12.1261) — назначен кардинал-епископом Сабины, после избран Папой под именем Климента IV;
- Морен Нарбоннский (24.04.1263 — 24.07.1272);
- Пьер де Монбрён (1272 — 03.06.1286);
- Жиль Эслен де Монтегю (25.11.1290 — 05.05.1311) — назначен архиепископом Руана;
- Бернар де Фарж (05.05.1311 — 1341);
- Гасбер де Ла Валь (01.10.1341 — 01.01.1347);
- Пьер де Ла Жюжи (10.01.1347 — 27.08.1375) — назначен архиепископом Руана;
- Жан Роже де Бофор (27.08.1375 — 1391);
- Франсуа де Конзье (19.09.1391 — 31.12.1432);
  - Франческо Кондульмер (1433 — 05.11.1436) — апостольский администратор;
- Жан д’Аркур (05.11.1436 — 10.12.1451) — назначен латинским патриархом Александрии;
- Луи д’Аркур (10.12.1451 — 18.01.1460) — назначен латинским патриархом Иерусалима и епископом Байё;
- Антуан дю Бек-Креспен (18.01.1460 — 15.10.1472);
- Рено де Бурбон (16.12.1472 — 07.06.1482);
- Жорж I д’Амбуаз (18.06.1482 — 17.12.1484) — назначен епископом Монтабана;
- Франсуа Алле (19.07.1482 — 23.02.1492);
- Жорж I д’Амбуаз (02.12.1491 — 21.04.1494) — вторично, назначен архиепископом Руана;
- Пьер д’Абзак де ла Дюз (21.04.1494 — 23.05.1502);
- Франсуа-Гийом де Кастельно де Клермон-Людев (22.06.1502 — 04.07.1507) — назначен архиепископом Оша;
- Гийом Брисонне (15.07.1507 — 14.12.1514);
- Джулио Медичи (14.02.1515 — 19.11.1523) — избран Папой под именем Климента VII;
  - Жан Лотарингский (11.01.1524 — 09.05.1550) — апостольский администратор;
  - Ипполито II д’Эсте (27.06.1550 — 22.04.1551) — апостольский администратор;
  - Франсуа де Турнон (22.04.1551 — 11.05.1551) — апостольский администратор;
  - Франсуа Пизани (11.05.1551 — 08.10.1563) — апостольский администратор;
  - Ипполито II д’Эсте (08.10.1563 — 02.12.1572) — апостольский администратор;
- Симон Вигор (10.12.1572 — 01.11.1575)
  - вакантно (1575—1581);
- Франсуа де Жуайез (20 октября 1581 — 4 ноября 1588) — назначен архиепископом Тулузы;
- Раймон Кавалези (03.10.1588 — 22.08.1594);
  - вакантно (1594—1600);
- Луи де Вервен (17.07.1600 — 08.02.1628) — доминиканец;
- Клод де Ребе (08.02.1628 — 17.03.1659);
- Франсуа Фуке (17.03.1659 — 19.10.1673);
- кардинал Пьер де Бонзи (12.03.1674 — 11.07.1703);
- Шарль Легу де Ла Бершер (12.11.1703 — 02.06.1719);
- Рене-Франсуа де Бово дю Риво (28.05.1721 — 04.08.1739);
- Жан-Луи де Бертон де Крийон (14.12.1739 — 05.03.1751);
- Шарль-Антуан де ла Рош-Эмон (18.12.1752 — 24.01.1763) — назначен архиепископом Реймса;
- Артюр Ришар де Дийон (21.03.1763 — 05.07.1806);
  - Кафедра упразднена (с 1801 года).

## Статистика
На конец 2006 года из 311 800 человек, проживающих на территории епархии, католиками являлись 181 000 человек, что соответствует 58,1 % от общего числа населения епархии.
| год  | население | население | население | священники | священники        | священники         | священники                           | постоянные диаконы | монахи  | монахи  | приходы |
| год  | католики  | всего     | %         | всего      | белое духовенство | черное духовенство | число католиков на одного священника | постоянные диаконы | мужчины | женщины | приходы |
| ---- | --------- | --------- | --------- | ---------- | ----------------- | ------------------ | ------------------------------------ | ------------------ | ------- | ------- | ------- |
| 1950 | 250.000   | 268.889   | 93,0      | 327        | 304               | 23                 | 764                                  |                    | 43      | 723     | 419     |
| 1959 | 250.000   | 268.889   | 93,0      | 292        | 274               | 18                 | 856                                  |                    | 50      | 450     | 469     |
| 1969 | 209.000   | 278.323   | 75,1      | 257        | 235               | 22                 | 813                                  |                    | 22      | 610     | 111     |
| 1980 | 210.700   | 273.000   | 77,2      | 214        | 195               | 19                 | 984                                  | 2                  | 19      | 550     | 339     |
| 1990 | 212.000   | 282.000   | 75,2      | 176        | 158               | 18                 | 1.204                                | 4                  | 18      | 396     | 339     |
| 1999 | 241.000   | 306.000   | 78,8      | 138        | 120               | 18                 | 1.746                                | 9                  | 18      | 356     | 339     |
| 2000 | 243.800   | 309.600   | 78,7      | 113        | 112               | 1                  | 2.157                                | 8                  | 1       | 356     | 332     |
| 2002 | 180.000   | 309.952   | 58,1      | 139        | 112               | 27                 | 1.294                                | 9                  | 37      | 240     | 339     |
| 2003 | 180.000   | 309.952   | 58,1      | 126        | 99                | 27                 | 1.428                                | 10                 | 34      | 240     | 339     |
| 2004 | 180.000   | 309.952   | 58,1      | 126        | 99                | 27                 | 1.428                                | 12                 | 30      | 215     | 339     |
| 2006 | 181.000   | 311.800   | 58,1      | 117        | 96                | 21                 | 1.547                                | 11                 | 22      | 215     | 339     |

### По епархии Нарбонны
- Pius Bonifacius Gams, Series episcoporum Ecclesiae Catholicae, Leipzig 1931, pp. 582—584  (лат.)
- Konrad Eubel, Hierarchia Catholica Medii Aevi, vol. 1 Архивная копия от 9 июля 2019 на Wayback Machine, p. 356; vol. 2 Архивная копия от 4 октября 2018 на Wayback Machine, p. 199; vol. 3 Архивная копия от 21 марта 2019 на Wayback Machine, p. 253; vol. 4 Архивная копия от 4 октября 2018 на Wayback Machine, p. 252; vol. 5, p. 280; vol. 6, p. 301  (лат.)
- Булла Qui Christi Domini, в Bullarii romani continuatio, Том XI, Romae 1845, pp. 245—249  (лат.)
- Булла Paternae charitatis, в Bullarii romani continuatio, Том XV, Romae 1853, pp. 577—585  (лат.)